# Antonín Kinský (futbolista, 2003)
Antonín Kinský (Praga, 13 de marzo de 2003) es un futbolista profesional checo que se desempeña como portero en el Tottenham Hotspur de la Premier League inglesa.

## Trayectoria

### Inferiores
Antonín jugó en las juveniles del Tempo Praga, club de su ciudad natal, hasta 2017, cuando se mudó al Bohemians 1905. Un año después, a la edad de 15 años, se mudó al Dukla Praha . 

### Dukla Praha
El 14 de julio de 2020, Kinský hizo su debut absoluto en la Liga Nacional de Fútbol, segunda división del fútbol checo, en la victoria por 2-1 contra el Třinec. El 26 de agosto del mismo año, debutó en la Copa de la República Checa, manteniendo su portería a cero en una victoria por 4-0, de visitante contra el Admira Praga. 

### Slavia Praga
En julio de 2021 fue transferido al Slavia de Praga por un monto cercano a los 160 mil euros, firmando un contrato por cuatro años.  En este periodo, fue nombrado repetidamente el más talentoso portero checo de su generación por los medios de comunicación.  
Entre los años de 2022 y 2024, fue cedido al MFK Vyškov y al FK Pardubice.  Debutó en la Liga de Fútbol de la República Checa el 22 de julio de 2023, a sus 20 años, en la caída por 0-1 del Pardubice ante el Bohemians 1905.  Al término de la temporada 2023-24, decidió no renovar su contrato con el Slavia.  Hasta que, tras la lesión del portero titular, Jindřich Staněk, el club le ofreció a Kinský el puesto de portero titular.  Tras ello, Antonín cambió su decisión y renovó su contrato con el Slavia Praga hasta el 31 de diciembre de 2026. 

### Tottenham Hotspur
El 5 de enero de 2025, el Tottenham Hotspur se hizo con los servicios de Kinský, por un precio estimado de 16,5 millones de euros, con un contrato hasta el 30 de junio de 2031.  
No tardó en debutar, puesto que fue titular y mantuvo la valla invicta en la victoria por 1-0 de los Spurs ante el Liverpool F.C. por EFL Cup el 8 de enero del mismo año.

## Internacional
Antonín fue convocado regularmente por las selecciones juveniles de su país. Formó parte de selecciones juveniles checas desde la categoría sub-15 hasta la sub-21.  Fue llamado por la selección sub-21 de la República Checa para la Eurocopa Sub-21 de 2023, pero fue reemplazado debido a una lesión.  Tuvo su primera convocatoria para la selección absoluta de la República Checa en octubre de 2024 antes de los partidos de la Liga de Naciones contra Albania y Ucrania . 

## Estadísticas

### Clubes
Actualizado al último partido disputado el 8 de enero de 2025
| Club | Div.          | Temporada     | Liga(1) | Liga(1)  | Copas nacionales | Copas nacionales | Copas internacionales(2) | Copas internacionales(2) | Total | Total |
| Club | Div.          | Temporada     | Part.   | Goles(3) | Part.            | Goles(3)         | Part.                    | Goles(3)                 | Total | Total |
| --- | ------------- | ------------- | ------- | -------- | ---------------- | ---------------- | ------------------------ | ------------------------ | ----- | ----- |
| Dukla Prague | 2°            | 2019–20       | 1       | 1        | 0                | 0                | —                        | —                        | 1     | 1     |
| Dukla Prague | 2°            | 2020–21       | 5       | 7        | 1                | 0                | —                        | —                        | 6     | 7     |
| Dukla Prague | Total         | Total         | 6       | 0        | 1                | 0                | —                        | —                        | 7     | 8     |
| Slavia Prague | 1°            | 2021–22       | 0       | 0        | 1                | 2                | 0                        | 0                        | 1     | 2     |
| Slavia Prague | 1°            | 2024–25       | 19      | 7        | 0                | 0                | 10                       | 11                       | 29    | 18    |
| Slavia Prague | Total         | Total         | 19      | 0        | 1                | 0                | 10                       | 0                        | 30    | 20    |
| Vyškov | 2°            | 2021–22       | 13      | 14       | 0                | 0                | —                        | —                        | 13    | 14    |
| Vyškov | 2°            | 2022–23       | 32      | 30       | 2                | 4                | —                        | —                        | 34    | 34    |
| Vyškov | Total         | Total         | 43      | 0        | 2                | 0                | —                        | —                        | 47    | 48    |
| Pardubice | 1°            | 2023–24       | 18      | 19       | 0                | 0                | —                        | —                        | 18    | 19    |
| Pardubice | Total         | Total         | 18      | 19       | 0                | 0                | —                        | —                        | 18    | 19    |
| Tottenham Hotspur | 1°            | 2024–25       | 0       | 0        | 1                | 0                | —                        | —                        | 1     | 0     |
| Tottenham Hotspur | Total         | Total         | 0       | 0        | 1                | 0                | —                        | —                        | 1     | 0     |
| Total carrera | Total carrera | Total carrera | 88      | 0        | 5                | 0                | 10                       | 0                        | 103   | 95    |
| (1) Incluye datos de Copa de la República Checa y Copa de la Liga (Inglaterra) (2) Incluye datos de UEFA Champions League y UEFA Europa League (3) Hace referencia a goles encajados |               |               |         |          |                  |                  |                          |                          |       |       |

## Vida personal
Es hijo de Antonín Kinský, exfutbolista que se desempeñaba como portero y fue miembro de la selección nacional checa, con la que disputó la Eurocopa 2004. 